# Ulrich Schmidt (Serienmörder)
Ulrich Schmidt (* um 1957) ist ein deutscher Serienmörder und Sexualstraftäter. Er überfiel zwischen 1987 und 1989 neun Frauen in Essen. Fünf der Opfer tötete er, andere überlebten die Straftaten zum Teil schwer verletzt. Da Schmidt die meisten seiner Morde an Feiertagen beging, wurde er als der Feiertagsmörder bekannt.

## Taten
Die erste bekanntgewordene Straftat ereignete sich am 14. Mai 1987. Eine 49-Jährige wurde nachts auf dem Nachhauseweg in Essen-Stadtwald auf den Treppen zum Bahnsteig der S-Bahn überfallen. Ein Mann legte ihr von hinten einen Arm um den Hals und forderte mit vorgehaltenem Messer Geld. Noch während die Frau nach ihrer Geldbörse suchte, fügte ihr der Täter einen tiefen Schnitt am Hals zu und stieß sie die restlichen Stufen auf den Bahnsteig. Vorbeikommende Passanten fanden sie wenig später und alarmierten die Rettung, worauf die Frau durch eine Notoperation gerettet werden konnte.
Bereits am 27. Mai, einen Tag vor Christi Himmelfahrt, schlug der Täter erneut zu. Er überfiel kurz nach 23 Uhr an einem S-Bahnhof eine 46-jährige Badewärterin des Freizeitbades Oase in Essen-Frohnhausen. Durch den Notruf eines Reisenden, der laute Hilfeschreie gehört hatte, hielt die Polizei Nachschau und entdeckte den entkleideten Leichnam der Frau auf einer Wiese unterhalb des Bahnsteiges. Der Körper des Opfers wies 48 Stichverletzungen auf, die aufgrund des Verletzungsmusters wahrscheinlich von einem Schraubenzieher verursacht wurden.
Am Pfingstmontag, dem 8. Juni 1987 wurde eine 59-jährige Rentnerin in der Toilettenanlage des Essener Grugaparks angegriffen. Der Täter drängte die Spaziergängerin in eine Toilettenbox und forderte mit vorgehaltenem Messer Geld. Nachdem er dieses erhalten hatte, versuchte er die Frau zu fesseln, wobei ihm jedoch heftiger Widerstand des Opfers entgegenschlug. Nach einem wilden Handgemenge prügelte der Täter die Frau schließlich bewusstlos, fesselte sie an Händen und Beinen und schnitt ihr in den Vorderhals, wobei er ihre Luft- und Speiseröhre durchtrennte. Die Frau kam jedoch wieder zu sich, konnte sich von selbst befreien und eine Sanitätsstation erreichen, von wo sie sofort ins Krankenhaus gebracht wurde und überlebte.
Nur vier Wochen darauf stürzte sich der Täter auf eine 63-jährige Rentnerin, die sich auf dem Nachhauseweg vom Einkaufen zwischen dem S-Bahnhof Essen-Kray und ihrer Wohnung in Essen-Huttrop befand. Er legte ihr einen Arm um den Hals und forderte erneut mit vorgehaltenem Messer Geld, das ihm vom Opfer auch sofort ausgehändigt wurde. Als er die Frau anschließend fesseln wollte, begann sie um Hilfe zu rufen, worauf der Täter mehrmals mit dem Messer auf sie einstach und die Flucht ergriff. Die Frau wurde zwar wenig später von Spaziergängern gefunden und ins Krankenhaus gebracht, verstarb dort jedoch knapp drei Wochen später an ihren schweren Verletzungen an Leber, Bauchspeicheldrüse, Magen und Milz.
Frühmorgens am 15. März 1989 drang der Täter durch ein eingeschlagenes Küchenfenster in die Wohnung einer 81-jährigen Witwe in Essen-Holsterhausen ein. Er schlug der Frau mit einem stumpfen Gegenstand mehrmals auf den Kopf, tötete sie mit einem in der Wohnung vorgefundenen Küchenmesser und raubte noch Bargeld und Zigaretten. Die Leiche wurde erst Stunden später von der Tochter des Opfers gefunden, die gemeinsam mit ihrer Mutter einen Tante-Emma-Laden betrieb.
Die nächste Tat ereignete sich in der Nacht auf Gründonnerstag, den 24. März 1989, im Stadtteil Essen-Margarethenhöhe. Eine 19-jährige wurde auf dem Nachhauseweg von ihrem Freund nach Verlassen der U-Bahn-Station Grugabad überfallen, gefesselt, durch zwei Stichverletzungen in der Herzgegend getötet und dann hinter einem Garagenkomplex abgelegt, wo sie von ihrem Vater aufgefunden wurde. Das Opfer war voll bekleidet, zudem hatte der Täter auch das Geld der jungen Frau unberührt gelassen.
Am 6. Juni 1989 attackierte der Täter eine 23-jährige Hallenaufsicht in einer Spielhalle in Essen-Altendorf. Obwohl die junge Frau noch den Alarmknopf betätigen konnte und eine Polizeistreife nur wenige Minuten später am Tatort eintraf, war die Frau durch zwei Kehlenschnitte ermordet worden. Die Todesursache lautete Verbluten nach außen bei gleichzeitiger Bluteinatmung. Das Opfer war teilweise entkleidet worden.
Schon am 19. Juni schlug der Täter erneut zu, als er sich in einem Parkhaus in der Essener Innenstadt auf eine 41-jährige Chefsekretärin einer Wirtschaftsprüfungsgesellschaft stürzte, die sich nach Arbeitsende auf dem Weg zu ihrem Fahrzeug befand. Auch diesmal legte der Unbekannte seinem Opfer den Arm um den Hals und forderte Bargeld. Doch nachdem er dieses erhalten hatte, entkleidete und fesselte er die Frau, vergewaltigte sie und versetzte ihr zwei Schnitte im Halsbereich, wovon einer den Gaumenknorpel durchtrennte. Nachdem der Täter geflohen war, konnte sie aus eigener Kraft die Pförtnerloge erreichen und gerettet werden.
Am Samstag, dem 5. August 1989, ereignete sich das letzte Verbrechen. Der Täter versuchte, eine 38-jährige Altenpflegerin in ihrer Wohnung in Essen-Rüttenscheid zu vergewaltigen, musste jedoch durch die Terrassentür flüchten, als durch Hilferufe des Opfers Nachbarn herbeieilten.

## Ermittlungen
Nach dem ersten Überfall im Mai 1987 hatte das für Raubdelikte zuständige Kommissariat der Essener Kriminalpolizei die Ermittlungen aufgenommen. Die Beamten gingen von einem versuchten Raubmord aus, da der Täter Geld gefordert hatte. Da das Opfer seinen Angreifer nicht gesehen hatte, keine Spuren des Täters gefunden werden konnten und es keine Zeugen gab, verliefen die Nachforschungen ergebnislos. Nach dem ebenfalls an einem S-Bahnhof verübten Verbrechen an der Badewärterin knapp zwei Wochen später wurde eine Mordkommission zusammengerufen. Am Tatort wurden, im Umkreis von rund 100 Metern verstreut, Kleidungsstücke und Schmuck des Opfers sichergestellt. Die Beamten vermuteten, dass der Täter die Frau bereits am Bahnsteig angegriffen, über den angrenzenden Jägerzaun gezerrt und dann auf der Wiese vergewaltigt und ermordet hatte.
Noch in der Nacht und den folgenden Tagen wurden Lautsprecherdurchsagen und Befragungen in den S-Bahnen durchgeführt. Mehr als 30 Kriminalbeamte verfolgten 142 Spuren und leisteten mehr als 1700 Überstunden. Im Zuge der Tatortarbeit konnten an dem besagten Jägerzaun zwei Kleidungsfasern gesichert werden, bei denen es sich laut Landeskriminalamt um Spuren des Täters handeln musste.
Die anschließende, ungewöhnliche Häufung von Gewaltverbrechen in so kurzer Zeit veranlasste die Beamten des 1. Kommissariats der zuständigen Fachdienststelle, nach Gemeinsamkeiten bei den Taten zu suchen. Dabei fiel auf, dass der Täter seine Opfer jedes Mal angesprochen und Geld gefordert hatte, wobei die Beute selbst zweitrangig erschien. Auch hatte er in der Mehrzahl der Fälle nach der Strumpfhose seiner Opfer gegriffen, um sie damit fesseln zu können. Darüber hinaus war als Tatmittel jeweils eine Stichwaffe verwendet worden.
Mit Hilfe eines der überlebenden Opfer wurde ein Phantombild angefertigt, das im gesamten Stadtgebiet verteilt wurde. Am Tatort des dritten Mordes konnte zudem ein Schuhabdruck des Täters sichergestellt werden. Zwischenzeitlich war der Freund des 19-jährigen Mordopfers als Verdächtiger ermittelt und eingehend vernommen worden, hatte jedoch ein nicht zu erschütterndes Alibi. Das Opfer des Überfalles aus dem Parkhaus konnte den Täter als 25- bis 30-jährigen gepflegten Mann mit kurzärmeligem Hemd und dunkler Hose beschreiben. Im Zuge der Ermittlungen wurde eine Vielzahl von Mitarbeitern vernommen, die in tatortnahen Firmen beschäftigt waren. Dabei konnte eine Frau gefunden werden, die anscheinend vom selben Mann in dem Parkhaus verfolgt worden war, der ihr seinen Arm um die Schulter gelegt hatte. Als plötzlich zwei Männer auftauchten, nahm er den Arm jedoch wieder von ihr und verschwand. Auch diesmal wurde ein Phantombild erstellt und veröffentlicht.
Bis zum letzten Verbrechen waren 128 Kriminalbeamte in acht Mordkommissionen eingesetzt gewesen, die 824 Hinweisen nachgegangen waren und dabei mehr als 3900 Überstunden geleistet hatten. Schließlich wurden noch Sonderkommandos der Schutzpolizei aufgestellt, die speziell im Bereich der Innenstadt patrouillierten und kontrollierten.
Bewegung in den Fall kam erst nach der versuchten Vergewaltigung vom August 1989, bei welcher der Täter beim Auftauchen von Nachbarn aus der Wohnung seines Opfers geflohen war. Er hatte dabei eine Kleinbildkamera zurückgelassen, die vom Opfer selbst entdeckt und der Kriminalpolizei übergeben wurde. Diese konnte nicht nur Fingerabdrücke daran sicherstellen, sondern auch darauf gespeicherte Fotos entwickeln. Auf einigen dieser Fotos waren ein blauer Opel Rekord D sowie zwei Buchstaben und eine Zahl des Nummernschildes zu erkennen.
Bei der Überprüfung sämtlicher Essener Halter dieses Fahrzeugtyps wurde auch Ulrich Schmidt ermittelt, der bereits unter anderem wegen räuberischer Erpressung, Einbruchs, Hehlerei und Bedrohung polizeilich bekannt war. Der 32-jährige Arbeitslose war mit einer Ungarin verheiratet und lebte in der Innenstadt. Die versuchte Vergewaltigung konnte ihm mühelos nachgewiesen werden, da die auf der Kamera gesicherten Fingerabdrücke mit seinen schon zuvor abgenommenen übereinstimmten.

## Verhaftung und Verurteilung
Am 8. August 1989 wurde Ulrich Schmidt in der Nähe der Wohnung seiner Mutter in Essen festgenommen. Nach Rücksprache mit seinem Anwalt verweigerte er von Beginn an die Aussage. Inzwischen waren bei der Durchsuchung seiner Wohnung Springerstiefel gefunden worden, die vom Profil her zu der Schuhabdruckspur im Mordfall der 81-jährigen Witwe passten. Dies wurde durch Kriminaltechniker des LKA Hannover bestätigt. In vier Fällen konnte zudem durch einen Geruchsspurenvergleich eine Verbindung zwischen Opfer und Schmidt hergestellt werden. Bei diesem umstrittenen Verfahren erschnüffelten speziell ausgebildete Hunde der Polizeihundeschule Schloß Holte-Stukenbrock den Geruch des Täters an Gegenständen der Opfer.
Es wurde ermittelt, dass Schmidt gelegentlich in der Werkstatt seines Bruders übernachtete, die sich in der Nähe eines der Tatorte befand. Dort konnte eine Jacke von ihm sichergestellt werden, deren Fasern mit den Faserspuren vom Jägerzaun des ersten Mordes übereinstimmten. Zudem gestand Schmidt während der Untersuchungshaft zwei Mithäftlingen gegenüber die Taten. Nachgewiesen wurden ihm schließlich fünf Morde, drei versuchte Morde, fünf Vergewaltigungen, eine versuchte Vergewaltigung, ein Raub sowie zwei Einbrüche.
Nach rund zweijähriger Untersuchungshaft und 19 Verhandlungstagen ließ er durch seinen Anwalt dem Gericht mitteilen, dass er die Vorwürfe der Anklage nicht mehr bestreite. Allerdings wolle er nicht in aller Öffentlichkeit über seine Taten und Motive sprechen, sondern sich einem Psychiater anvertrauen. Nach 43 Sitzungstagen und fast einjähriger Verfahrensdauer wurde Ulrich Schmidt im September 1992 zu lebenslanger Freiheitsstrafe mit gleichzeitiger Einweisung in eine Heil- und Pflegeanstalt verurteilt.

## Trivia
- Der WDR drehte im Rahmen seiner Serie Kriminalzeit mit Joe Bausch eine Dokumentation über den Fall.
- Stephan Harborts Hörbuch Phänomen Serienmörder – Das Phantom basiert auf Ulrich Schmidts Taten.
- Der Podcast Verbrechen von nebenan: True Crime aus der Nachbarschaft behandelt den Fall in Folge 111.
- Der WDR behandelte in seinem Format Lokalzeit MordOrte die Taten von Schmidt.